# Héva
Pour les articles homonymes, voir Héva (homonymie).
Héva est une esclave marronne légendaire de l'île de La Réunion. Personnage associé à celui d'Anchaing par des liens amoureux, elle sert parfois d'allégorie pour représenter la femme réunionnaise originelle et est un symbole de liberté avec son compagnon, par exemple dans le titre d'un ouvrage de Clélie Gamaleya. Ce faisant, elle apparaît dans plusieurs œuvres issues de la littérature réunionnaise, notamment chez Louis Héry et Auguste Vinson. L'histoire d'Héva et D'Anchaing (ou Enchaing) ne présente pas de récits officiels mais plutôt un ensemble de versions d'une même légende.
Héva apparaît dans la littérature écrite bien après Anchaing.

## Occurrences

### Chez Louis Héry
Louis Héry n'a publié aucun livre par rapport à Héva, cependant Héva a peut-être connu Louis Héry mais ça, personne ne peut le savoir.

### Chez Auguste vinson
Héva apparaît dans Salazie ou Le Piton d'Anchaing, ouvrage d'Auguste Vinson paru en 1888. D'après l'historien Prosper Ève, l'auteur y compare la fuite d'Héva vers les Hauts de l'île à une tentative pour atteindre « un paradis, une sphère supérieure où tout est lumière, joie et bonheur » et où elle devient plus proche de Dieu.